# Sulęcinek
Sulęcinek – wieś w Polsce położona w województwie wielkopolskim, w powiecie średzkim, w gminie Krzykosy. Wieś zamieszkana przez 1534 mieszkańców (stan na styczeń 2010 r.)
W latach 1975–1998 miejscowość administracyjnie należała do województwa poznańskiego.
Na dworcu PKP w Sulęcinku swój koniec ma  szlak turystyczny Osowa Góra – Sulęcinek

## Urodzeni w Sulęcinku
- Stefan Langner – polski wojskowy, pułkownik inżynier saperów Wojska Polskiego, kawaler Orderu Virtuti Militari[3].